# Operazione Cittadella (romanzo)
Operazione Cittadella – Kursk la battaglia cruciale (in lingua inglese Last Citadel) è un romanzo del 2003 di David L. Robbins.

## Trama
Kursk, luglio 1943. Nonostante le dure sconfitte di Mosca e Stalingrado i tedeschi decidono di sferrare un'ultima imponente offensiva a Kursk, illudendosi di poter firmare una pace separata con l'Unione Sovietica e in questo modo trasferire la maggior parte delle forze armate germaniche per affrontare gli anglo – americani, prossimi a sbarcare in Sicilia. Oltre 700.000 soldati, 2.500 carri armati, 10.000 cannoni e migliaia di aerei vengono ammassati per l'attacco, ma l'Armata Rossa ha saputo fare di meglio, concentrando nel saliente di Kursk imponenti linee difensive, un milione e mezzo di soldati ed il doppio di aerei, carri armati e cannoni rispetto ai nemici. Sarà una battaglia decisiva per il fronte orientale e le perdite altissime per entrambe le fazioni.
Sullo sfondo di questa battaglia, accuratamente ricostruita dallo scrittore, si intrecciano le vicende di vari protagonisti. Principalmente si tratta della famiglia Berko, dei cosacchi che sono andati in guerra per difendere la madrepatria. La famiglia è composta dal padre, Dimitri, già soldato di cavalleria dello Zar durante la Grande Guerra poi carrista dell'Armata Rossa durante la Guerra Civile e la Seconda Guerra Mondiale; anche il figlio Valentin è carrista, ma a differenza del padre, che combatte per la Russia e non per il dittatore Stalin, il ragazzo crede ciecamente alla propaganda del regime. Padre e figlio, che pure combattono nello stesso carro, che hanno affrontato i nazisti insieme a Mosca, Stalingrado e ora a Kursk, sono profondamente divisi; inoltre per Dimitri, un capoclan cosacco, è difficile prendere ordini dal figlio, che è sergente e capocarro. Altro membro della famiglia Berko è Katia, figlia di Dimitri e sorella di Valentin, che è pilota di bombardieri. La ragazza, cercando di soccorrere un pilota abbattuto (Leonid) viene a sua volta abbattuta nel territorio occupato dai nazisti. Salvata da una brigata partigiana continuerà nella sua missione di salvataggio. Altro personaggio minore è il colonnello Breit, un ufficiale tedesco che in realtà lavora come agente doppiogiochista per i servizi segreti sovietici e cercherà di mettere l'Armata Rossa in guardia dalla più terribile arma a disposizione di Hitler: il carro armato Tigre.
Antagonista del romanzo è un giovane ufficiale di nome Luis de Vega. Spagnolo, matador mancato e veterano nazionalista della guerra civile spagnola. Giunto in Russia con la Divisione Azzurra (i volontari spagnoli che combatterono sul fronte orientale, benché la Spagna fosse neutrale), poi è diventato carrista delle SS. Ferito gravemente durante l'assedio di Leningrado è ridotto ad un terrificante scheletro pelle ed ossa, ma nonostante tutto vuole tornare in azione per vendicarsi dei sovietici e tornare in patria da eroe di guerra. Dopo aver scortato dei carri Tigre al fronte e aver sventato un'imboscata partigiana contro di essi, riesce a farsi assegnare il comando di un reparto corazzato ed inizia a mietere molte vittime tra i suoi avversari.
Le trame dei vari personaggi si intrecciano e proseguono, con continui colpi di scena ed imprevisti. Alla fine Dimitri e Valentin si troveranno ad affrontare il furioso capitano spagnolo, mettendo fine alla sua corsa verso Kursk. Dimitri si sacrifica per permettere al figlio di battere il nemico, ma anche Valentin morirà due anni dopo, nella battaglia di Berlino. Il capitano de Vega, sopravvissuto alla battaglia, cade in un'imboscata dei partigiani; sarà proprio Katia ad ucciderlo. Il colonnello Breit, che in vita sua non aveva mai fatto nulla di buono, contribuisce alla caduta del Reich e salva una famiglia di ebrei tedeschi durante un bombardamento. Katia e Leonid, sopravvissuti alla guerra, si sposano ed onorano il ricordo dei due cosacchi che sono morti da eroi di guerra, mantenendo alte le tradizioni guerriere del loro clan cosacco.